# Qoryooley
Qoryooley er en by i det sydlige Somalia, er beliggende i Shabeellaha Hoose-regionen, og har et indbyggertal på cirka 62.700.